# Schout bij nacht (album)
Schout bij Nacht is het zevende album van Jan Rot, en zijn vierde in het Nederlands. Hoewel er geen hits op staan, werd het door Boudewijn de Groot in het tekstboekje bij zijn album 'Een hele tour' geprezen als 'Een van de mooiste Nederlandstalige albums ooit gemaakt', en heeft het ook een plek in het boek 'Eregalerij der Nederpop' (2019) van Peter Voskuil.

## Muziek
1. "Niets aan de hand" - 3:48 eerste single
2. "Sporen van Calvijn" - 2:55
3. "Brief van Boord" - 2:18 tekst Hans Lodeizen
4. "Dans & Vergeet" - 2:44
5. "Elke avond dronken in hetzelfde café" - 3:25
6. "Is dit liefde" - 3:51 tweede single
7. "Alles wat goed is gaat voorbij" - 2:45
8. "Zij waren altijd samen" - 3:34 tekst Hans Lodeizen
9. "Hard zingend in het donker" - 4:05
10. "Schout bij Nacht" - 5:19
11. "November" - 4:32 tekst J.C. Bloem
12. "Naar huis" - 2:23
13. "Geloof, hoop & liefde" - 3:00
14. "Vandaag" - 1:36 Hans Lodeizen
15. "Alleen wie alleen is" - 2:44
16. "Moedig voorwaarts" - 2:22

## Achtergrond
Voor Schout bij Nacht wilde Jan Rot volgens zijn autobiografie Rot is Liefde (1998) 'het diepst van zijn ziel' blootleggen. Er staan dan ook geen vrolijke of relativerende nummers op. Dankzij een tv-sterspotje voor een verzekeringsmaatschappij in 1994 kon hij over een ruimer budget beschikken dan anders. De opnames vonden najaar 1994 plaats in de oude Dureco-studio in Weesp, met producer Jakob Klaasse die niet alleen het voorgaande album had gedaan, maar ook al Jans debuut in 1982. Andere muzikanten waren Jan de Hont op gitaar, Peter van Straten bas, Léon Klaasse drums. Plus gastbijdragen van o.a. Carel Kraayenhof, Eddie Conard en Mildred Douglas. Het album werd gemixt door Frans Hendriks.

## Trivia
- Toen zij op dezelfde avond in het Stadstheater in Zoetermeer optraden, legde Rot een cd in de kleedkamer van Boudewijn de Groot. Die bleek niet alleen enthousiast over het album, maar ook over de sound, waardoor hij voor Een nieuwe herfst deels dezelfde muzikanten en producer Jakob Klaasse uitnodigde. Als dank vroeg hij Rot een jaar later als gast bij de live-opnames voor Een hele tour in Paradiso, waar zij in duet "Naast jou" zongen.
- In het openingslied klinkt een citaat van 'Morgen wordt alles anders' van zangeres Bonnie St. Claire. Zij kwam zelf naar de studio om dat in te zingen.